# De Grolsch Veste
De Grolsch Veste abans conegut com a Arke Stadion [ˈɑrkə ˌstaːdijɔn], és l'estadi del club de futbol FC Twente. Es troba a Enschede, Països Baixos, al Business & Science Park, prop de la Universitat de Twente. L'estadi té una capacitat de 30.205 persones assegudes, amb un sistema de calefacció de camp estàndard i disposa d'un passeig en lloc de tanques al voltant de la grada. Va acollir la final de l'Eurocopa Femenina de la UEFA 2017.

## Història
De Grolsch Veste va substituir l'antic Diekman Stadion com a local del FC Twente el 22 de març de 1998. S'havia previst ampliar i renovar l'antic i ara demolit Diekman Stadion. No obstant això, amb una capacitat d'afició creixent i amb arguments que la ubicació de l'estadi Diekman no era prou estratègica, es va concebre la idea de construir un nou estadi per a l'afició del FC Twente. El camp de Diekman també va enfrontar problemes amb els seus plans de seients com a resultat de les regulacions anteriors de la FIFA que van imposar la necessitat de construir una tribuna de seients darrere de cada porteria.
S'estima que el cost de la construcció va ser d'uns 33 milions de florins i va trigar catorze mesos a completar-se, amb la col·locació de la primera pedra el 31 de gener de 1997. A causa de l'escàs pressupost disponible, la disposició de l'estadi es va construir de manera que les futures ampliacions fossin possibles sense la necessitat d'enderrocar graderies senceres.
El primer partit jugat a l'estadi va ser una victòria per 3-0 de l'equip local contra el PSV el 10 de maig de 1998 en un partit de l'Eredivisie. El primer gol al nou estadi va ser marcat al minut 14 pel jugador del FC Twente Chris De Witte.
L'1 d'octubre de 2006, l'estadi es va actualitzar amb dues grans pantalles de vídeo de pantalla plana.
El maig de 2008, l'Arke Stadion va ser rebatejat com a De Grolsch Veste amb la cerveseria Grolsch com a patrocinador. La cerveseria es troba a la ciutat natal del club, Enschede. El nom "Veste" (fortalesa) és una referència a Groenlo, una antiga ciutat fortificada que va ser sovint assetjada i on es va elaborar per primera vegada la Grolsch.
El 5 de setembre de 2009, per primera vegada es va jugar un partit internacional (amistós) a l'estadi FC Twente quan els Països Baixos van vèncer el Japó per 3-0.

### Expansió
El 2006 es van desenvolupar plans per augmentar la capacitat de l'estadi a 24.000 seients. L'expansió va començar el gener de 2008 i es va completar el setembre de 2008, just a temps per a l'inici de la temporada 2008-2009.
El FC Twente té com a objectiu iniciar una nova etapa en l'ampliació de l'estadi a l'estiu del 2011 que donarà lloc a una capacitat de 32.000 seients.
Com a part de la candidatura combinada dels Països Baixos i Bèlgica per acollir la Copa del Món de la FIFA 2018, l'estadi va ser un dels cinc estadis dels Països Baixos seleccionats per la KNVB per acollir els partits. Això significaria que la capacitat de l'estadi s'havia d'ampliar fins al mínim necessari de 44.000 seients.
La ciutat d'Enschede va anunciar l'11 de setembre de 2009 que seria oficialment una ciutat candidata i que donaria suport plenament a l'ambició del FC Twente d'ampliar la capacitat de l'estadi fins al mínim requerit de 44.000 seients. El desembre de 2009, IAA Architecten va publicar imatges generades per ordinador de l'estadi proposat de més de 44.000 persones amb un 3r nivell arquejat, per completar la grada principal.

### Esfondrament del sostre
El Grolsch Veste es va ampliar durant l'estiu de 2011. El 7 de juliol, quan es treballava en la construcció de l'estand, el sostre es va esfondrar sobtadament, matant dos treballadors i ferint 14 persones. L'esfondrament probablement va ser causat per un excés de pes al terrat inacabat. Després d'una investigació d'un mes, la teulada va ser retirada i les obres van continuar. El FC Twente va jugar els primers partits de competició en part sense sostre. El nou estadi es va inaugurar oficialment el 29 d'octubre amb un partit de competició contra el PSV Eindhoven (2-2). Un any després de l'accident, es va inaugurar un monument.

## Galeria

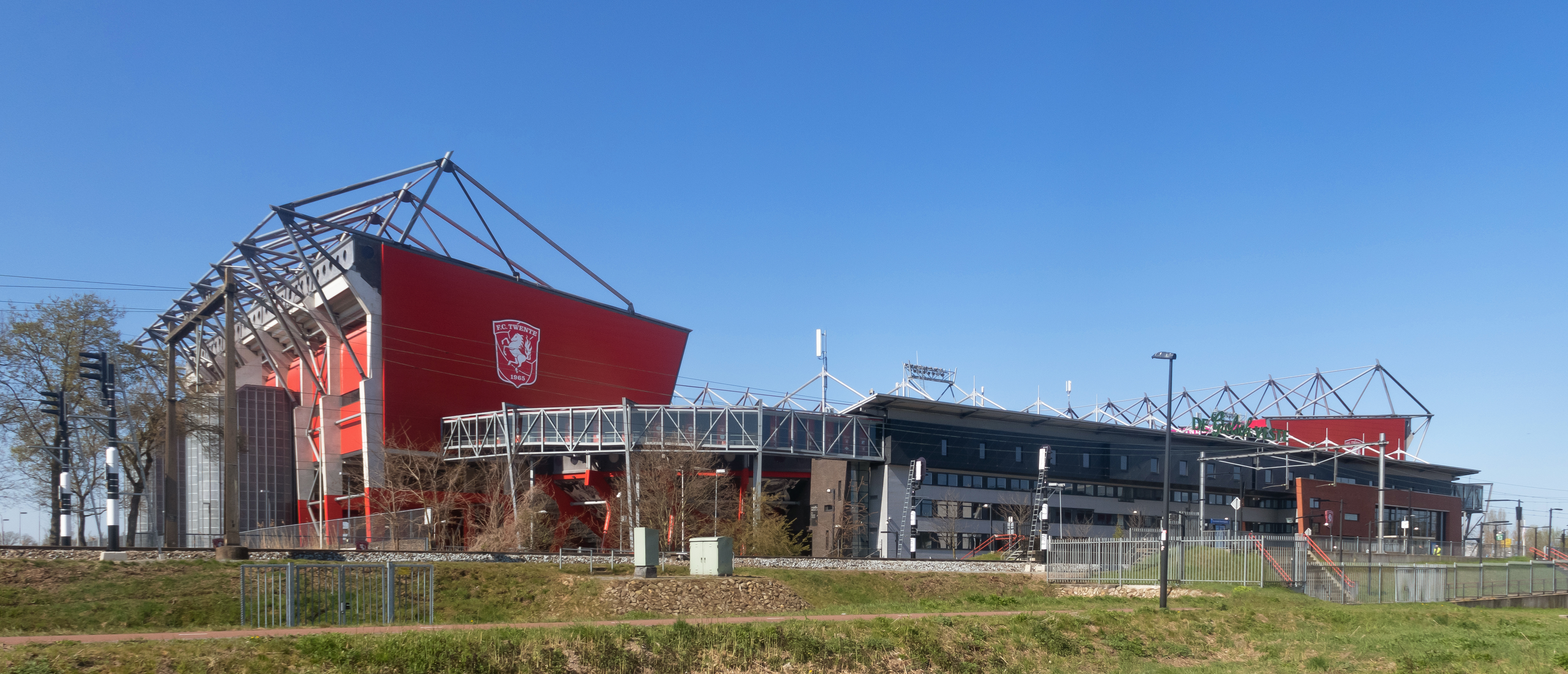
Enschede, el Grolsch Veste - estadi de futbol del FC Twente
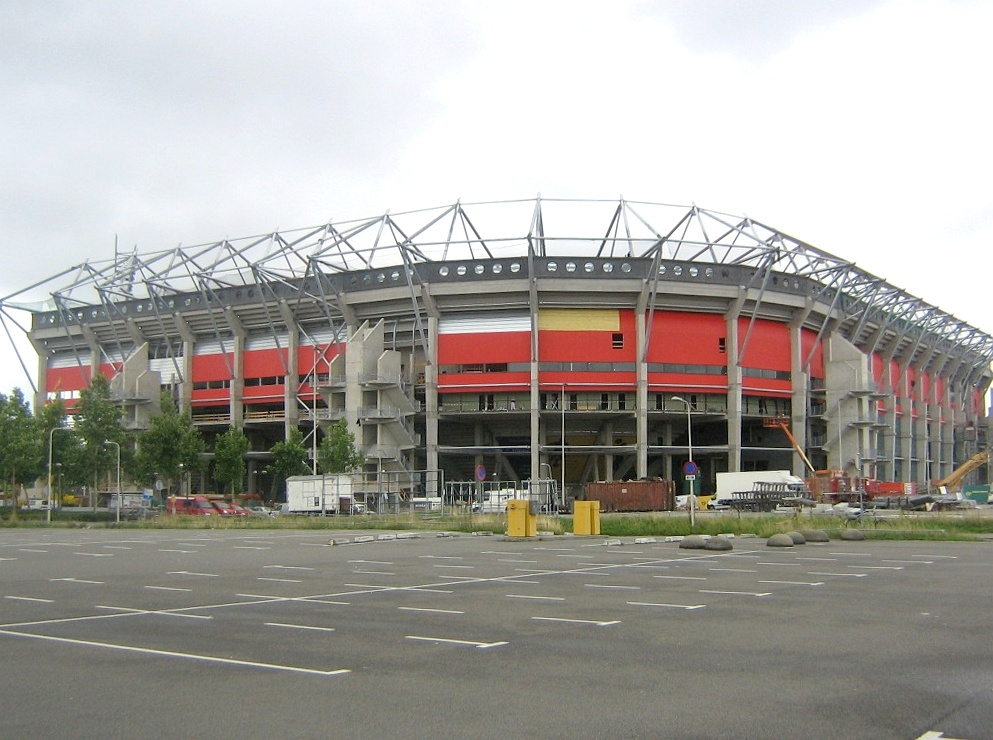
Vista exterior
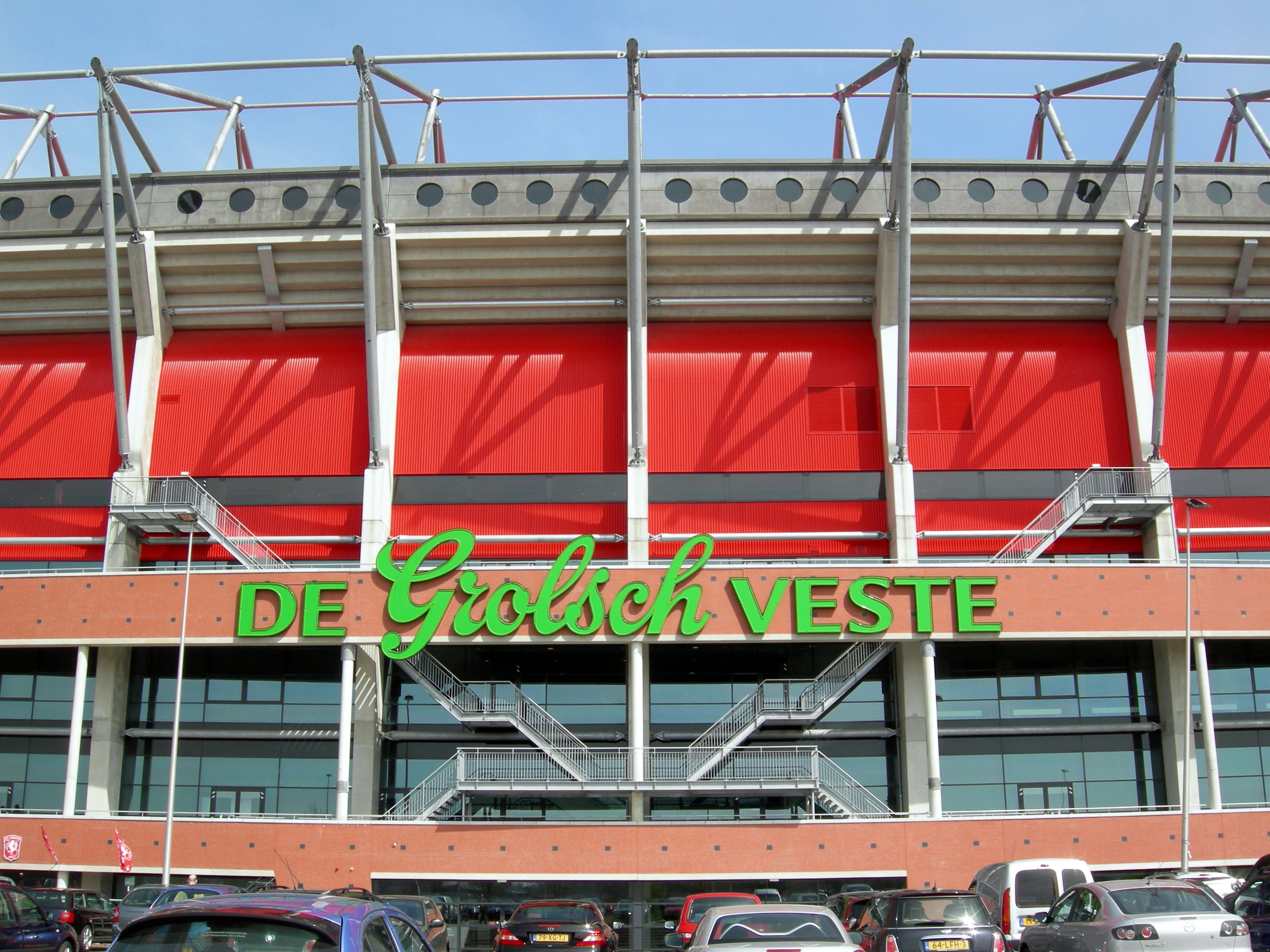
Grau principal
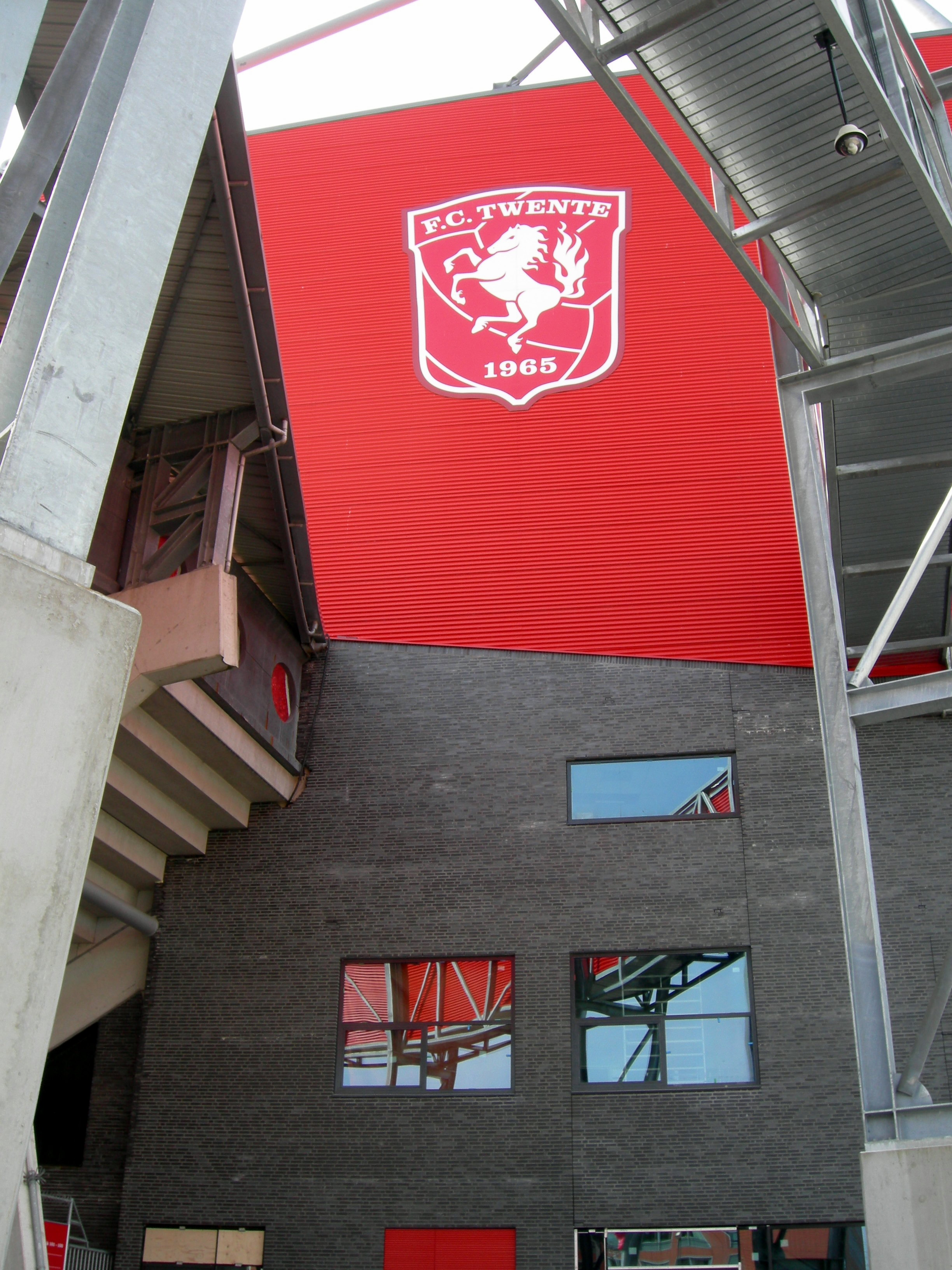
Cantó exterior
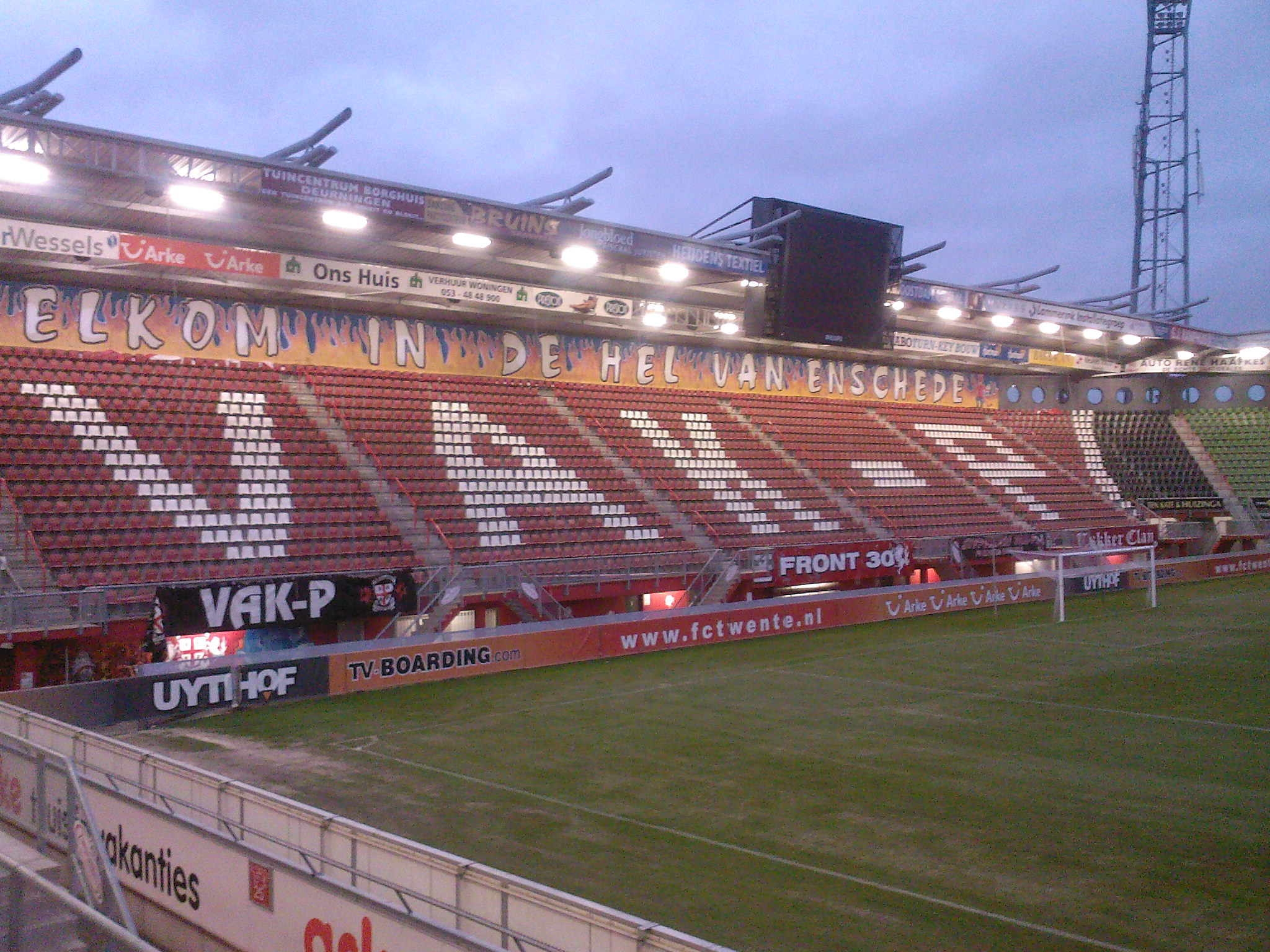
Cara P
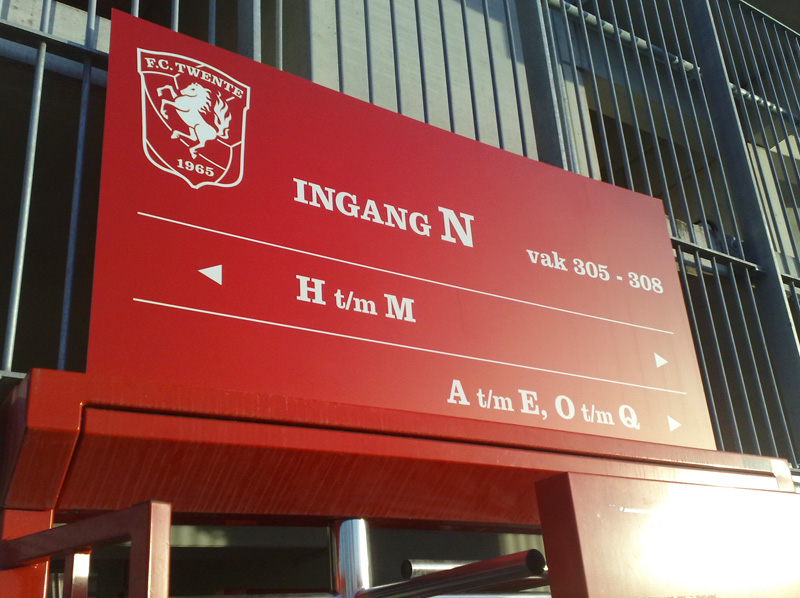
Senyal
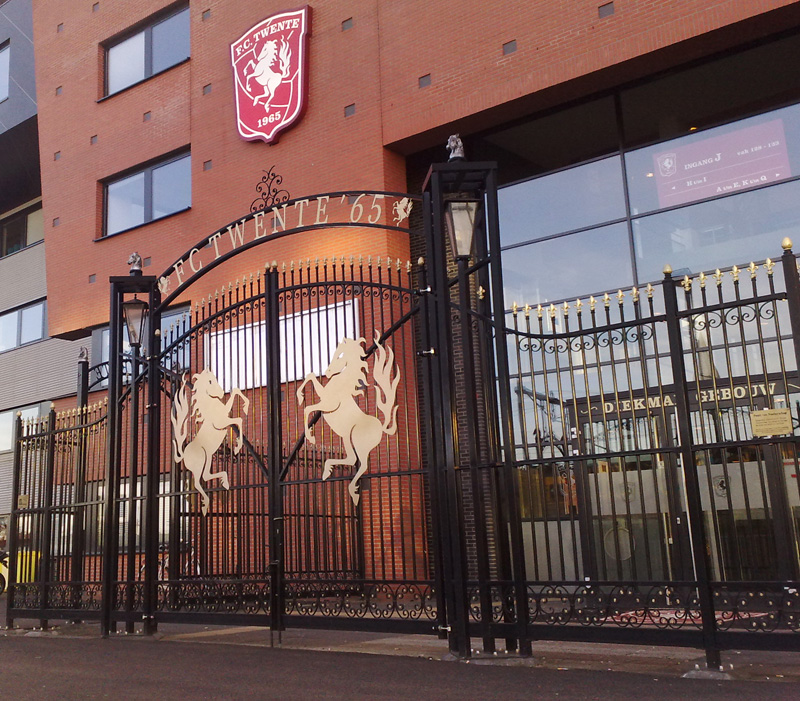
Noaberpoort
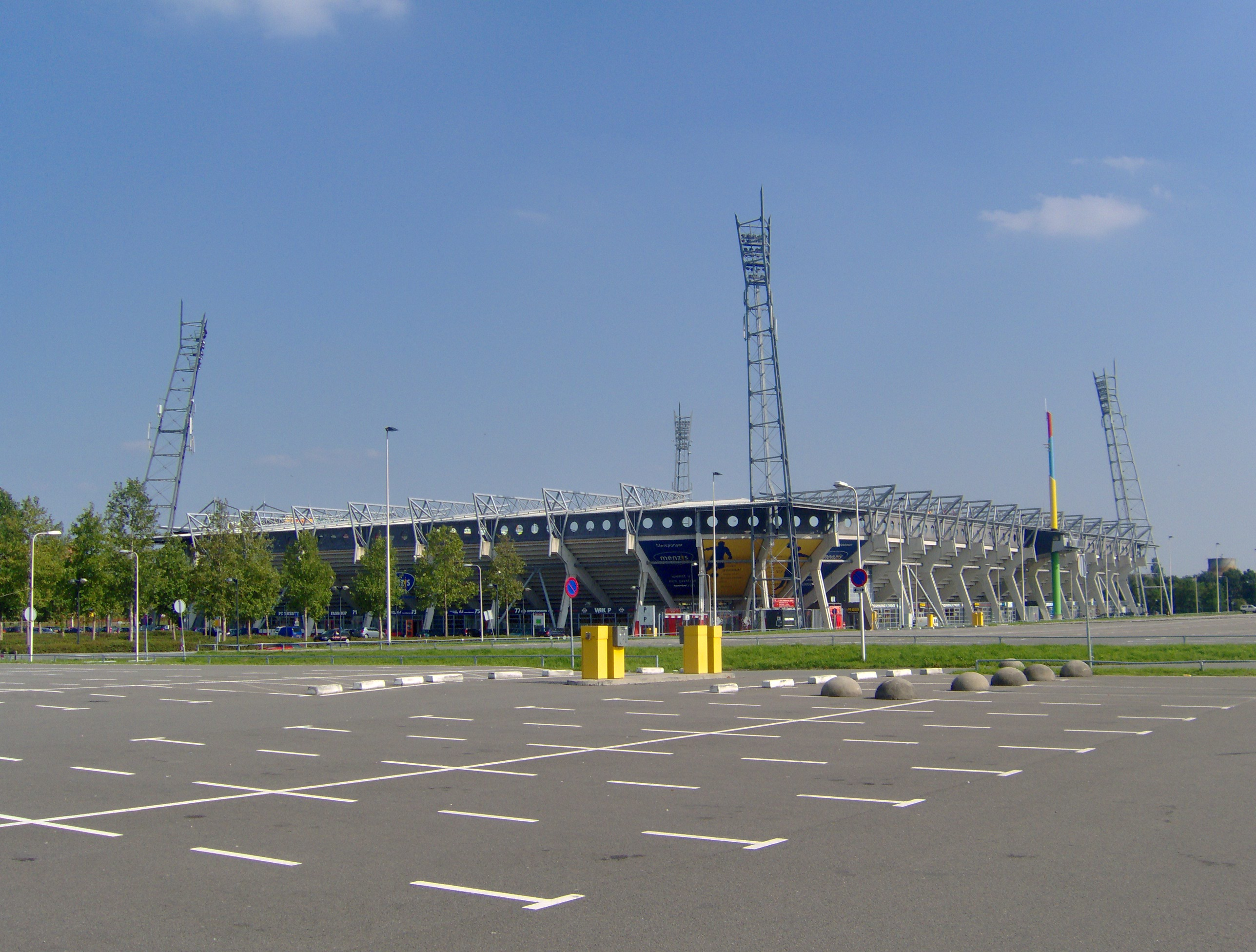
Estadi anterior Arke
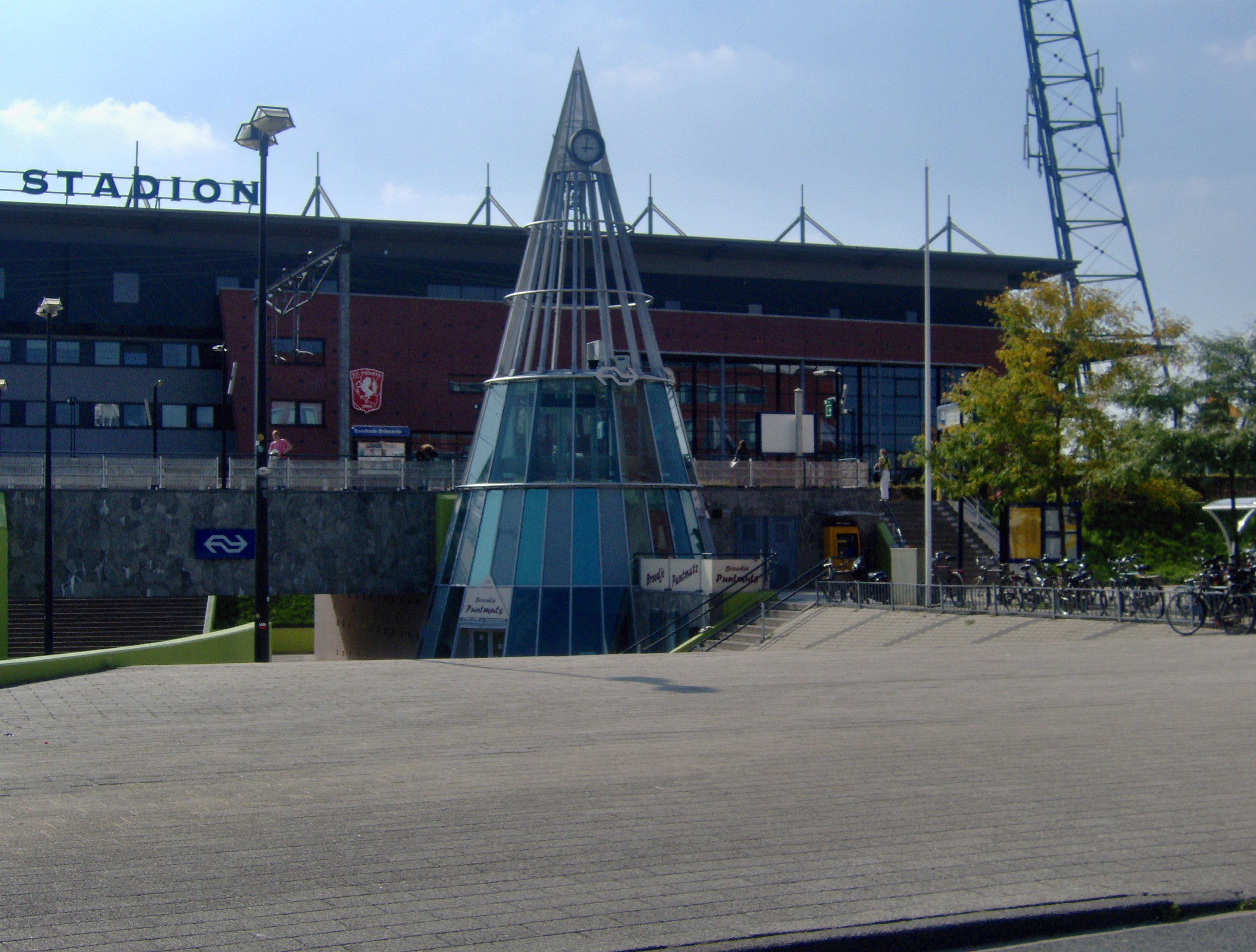
L'estació de tren d'Enschede Kennisparkal al costat de l'estadi